# Стара Весь (Отвоцький повіт)
Стара Весь (пол. Stara Wieś) — село в Польщі, у гміні Целестинув Отвоцького повіту Мазовецького воєводства.
Населення — 465 осіб (2011).
У 1975-1998 роках село належало до Варшавського воєводства.

## Демографія
Демографічна структура станом на 31 березня 2011 року:
|          | Загалом | Допрацездатний вік | Працездатний вік | Постпрацездатний вік |
| -------- | ------- | ------------------ | ---------------- | -------------------- |
| Чоловіки | 230     | 39                 | 157              | 34                   |
| Жінки    | 235     | 30                 | 133              | 72                   |
| Разом    | 465     | 69                 | 290              | 106                  |